# Jack Lawson
Pour les articles homonymes, voir Jack Lawson (auteur de jeux de société) et Lawson.
John James Lawson, 1er baron Lawson, dit Jack Lawson, né le 16 octobre 1881 à Whitehaven et mort le 3 août 1965,, est un mineur, syndicaliste et homme politique britannique, brièvement secrétaire d'État à la Guerre tout à la fin de la Seconde Guerre mondiale.

## Biographie
Il naît dans une famille extrêmement pauvre et illettrée du Cumberland, dans le nord-ouest de l'Angleterre. L'un des dix enfants d'un père ouvrier des mines de charbon, il descend à son tour dans les mines de charbon du Durham (où la famille s'est installée, dans le nord-est du pays) à l'âge de 12 ans. Lecteur avide de romans, puis également membre actif du syndicat local des mineurs, il adopte des idées socialistes. Il rejoint le Comité de représentation du travail, qui deviendra peu après le Parti travailliste. Il lit les ouvrages de Thomas Carlyle et de John Ruskin, et participe à la création d'une école pour adultes à destination de ses collègues des mines. À partir de 1905 il suit une formation à distance, puis sur place, au Ruskin College (en), institut affilié à l'université d'Oxford et créé pour enseigner aux hommes des classes ouvrières qui n'ont reçu qu'une éducation rudimentaire ; il y sera particulièrement influencé par Hastings Lees-Smith.
Il reprend son travail dans les mines et, dans le même temps, il dirige la campagne électorale de Pete Curran, le député travailliste de la ville de Jarrow, qui brigue une réélection aux élections législatives de janvier 1910. En mauvaise santé, Pete Curran perd son siège à une centaine de voix près, et meurt peu de temps après. Jack Lawson est une figure importante de la grève nationale des mineurs en 1912 (en) qui amène le gouvernement social-libéral de Herbert Asquith à légiférer cette même année pour accorder aux mineurs ce qu'ils revendiquent : un salaire minimum. Durant la Première Guerre mondiale, il rejoint volontairement les forces armées et est déployé en France avec le Régiment royal d'artillerie. Son frère Will, officier dans le Régiment d'infanterie légère de Durham, est tué au combat à Ypres en janvier 1915.
Candidat malheureux pour le Parti travailliste dans la circonscription de Seaham aux élections de 1918, Jack Lawson reprend son travail de mineur. En 1919, il remporte une élection partielle dans la circonscription de Chester-le-Street et entre à la Chambre des communes. En janvier 1924, les travaillistes parviennent au pouvoir en formant un éphémère gouvernement minoritaire mené par Ramsay MacDonald ; celui-ci nomme Jack Lawson secrétaire financier au ministère de la Guerre. Ce gouvernement ne dure toutefois que neuf mois. Dans les années 1930, toujours député, Lawson écrit : un roman sur les mineurs, Under the Wheels, et des biographies des syndicalistes Peter Lee et Herbert Smith. Durant la Seconde Guerre mondiale son fils Clive, âgé de neuf ans, est tué par une bombe allemande pendant le Blitz,.
Les travaillistes remportent largement les élections de 1945, et début août, Jack Lawson devient secrétaire d'État à la Guerre dans le gouvernement du nouveau Premier ministre Clement Attlee. Il a ainsi la responsabilité ministérielle de la conduite britannique de la guerre durant les dernières semaines du conflit contre le Japon, la guerre en Europe étant déjà terminée. Il visite les soldats britanniques en Inde et en Extrême-Orient, se mettant à leur écoute. La guerre achevée, il préside à l'organisation de la démobilisation des soldats, et de l'occupation britannique de l'Allemagne. Atteint toutefois de sérieux problèmes de santé, et hospitalisé, il démissionne du gouvernent en octobre 1946. En mars 1950, à la demande de Clement Attlee, le roi George VI l'anoblit, le faisant baron Lawson avec un siège à la Chambre des lords. Il meurt en août 1965 à l'âge de 83 ans. Son unique fils étant mort bien avant lui, il laisse trois filles mais aucun héritier de sexe masculin, et son titre de baron s'éteint avec lui,,.